# 身分秘匿捜査
身分秘匿捜査（みぶんひとくそうさ、英: undercover, undercover operation, be (go) undercover）とは捜査の過程において、情報や証拠を掴む目的で、機密情報を知り得る立場にいる個人や団体の信頼を得るため、もしくは捜査対象からの信頼をすでに得ているものに取り入るために、自身の身元を偽装する、または架空の身元を作り出すような手法を講じるものをいう。秘密捜査とも言われる。通例としてはおとり捜査（英: sting operation）をはじめとする世界中の法執行機関が採用する秘密捜査手法のことを指し、このような捜査の中心的役割を担う人物は通常、秘密捜査員（英: undercover agents (police, officers, detectives)）やスパイと呼称される。秘密捜査に従事する捜査員は自身の真の身分を隠し、犯罪者に単に偽装するだけではなく、しばしば犯罪者その者となって違法な活動に手を染め、マフィアなどの対象組織に潜入することもある。このため秘密捜査は潜入捜査とも呼称される。この種の過酷な任務にさらされる捜査員のストレスは比較的大きく、後々心理的・精神的負担となることも多い。
アメリカ合衆国の法執行機関は比較的秘密捜査を多用する傾向にある が、その他の国では際限なき使用に歯止めを掛けるため運用に法の厳格な適用が求められる場合がある。ドイツ、オランダでは刑事訴訟法上に運用に関連する規定が存在する。日本の場合はおとり捜査に限定した上で各種法令に規定されている場合もあるが（"おとり捜査に関する法令"を参照）刑事訴訟法上では、2011年時点、一切規定されていない。他方、ある条件下でのおとり捜査を認める判例が存在し通常こちらに基づいて捜査が行われる。
秘密捜査は組織犯罪対策（違法薬物・武器取引、資金洗浄、脱税、売春斡旋などの摘発）、テロ対策、カウンターインテリジェンスの一翼を担う。中には飲酒可能年齢に達していない未成年に酒を販売した店員を逮捕するため米国の地方警察が覆面捜査員を投入する例 や売春婦に偽装した婦人警官を使う英国の例 のような比較的軽微な事案に対しても投入される場合すらもある。
「アンダーカヴァー」という用語はその他報道やジャーナリズム分野でも使われることがあり、ゴンゾー・ジャーナリズムの一つで調査報道（英: investigative journalism）の延長線上にあるイマージョン・ジャーナリズム（英: immersion journalism）やアンダーカバー・ジャーナリズム（英: undercover journalism）など対象組織への潜入を伴う取材、及びそれに従事する潜入ジャーナリストを指す場合もある。

## 歴史
秘密捜査の手法は古来からさまざまあるが、組織的な秘密捜査手法を初めて作り上げたのは19世紀フランスのウジェーヌ・フランソワ・ヴィドック（Eugène François Vidocq）である。イングランドにおいては1883年、アイルランド共和同盟（Irish Republican Brotherhood）を対象とした諜報活動を行う目的で「スペシャル・アイリッシュ・ブランチ」（"Special Irish Branch"）が設立された。これはのちにスコットランドヤードの公安部（"Special Branch", スペシャル・ブランチ）と名を変え存続している。コモンウェルス各国・各地域の警察組織にも同名の部門が創設されている。米国においては連邦機関が独自の秘密捜査を計画、始動する以前に「イタリア分隊」（‘Italian’Squad）なる秘密捜査機関が1906年に設立されている。

## 各国

### アメリカ合衆国
連邦捜査局（FBI）の秘密捜査は"Attorney General's Guidelines on FBI Undercover Operations"（「FBIの潜入捜査活動に関する司法長官指針」） にその運用に関する基準が定められている。このガイドラインでは捜査員自身が違法行為への関与が不可避となる状況において当該行為が許容される基準を示している。

### ドイツ
ドイツにおける秘密捜査員（独: verdeckter Ermittler, VE）とは通常警察や税関などの法執行機関に所属し、対外的には普通の市民を装いつつも、捏造された偽の個人情報を用いて長期間捜査を遂行する州または連邦公務員である。VEは刑事訴訟法110a条以下（§§ 110a ff. StPO） に加え、各州の司法大臣及び内務大臣、または司法参事 及び内務参事が定める、刑事訴追枠内での情報提供者（独: Informant, 「インフォルマント」）の利用並びにV人物及び秘密捜査員の投入に関する共通指針の双方を法的根拠として投入される。後者の共通指針は各州においてほぼ同一の行政規則（Verwaltungsvorschriften）及び州行政規則（Landesverwaltungsvorschriften）の形で存在する（節"外部リンク"を参照）。投入はあくまで捜査を補完するだけのものであり、かつ「重大犯罪」の場合に許可され検察庁（Staatsanwaltschaft）の同意を必要とする。「緊急事態」（独: Gefahr im Verzug）の場合は、事後、検察庁の同意を3日以内に得なければならず、加えて当該事項に対する警察の承認も必要となる。実際にはむしろごく当たり前のことであるが、ある特定の被疑者を標的にした出動や進入が禁じられている住居へVEが立ち入る場合に限り裁判所の同意が必要となる。このようなケースにおいて、緊急事態発生時点では検察庁の同意のみで十分であるが加えて裁判所の同意を事後3日以内に得なければならない。

#### 当局の承認
VEは刑事訴訟法110a条2項（§110a Abs. 2 StPO）において自身の架空の身分証明 のもと法的権限の行使を許され、例えば、基本法第13条に定められており、基本権の一つである住居不可侵の権利を制限する形となる、当局が立ち入りを承認した特定の住居への進入（§110c StPO）、及び同136条（§136 StPO）に基づく黙秘権（自己負罪拒否特権）等の証言拒否権の告知を、一切行わない形での「証人への尋問」が許可される。ただし今日の米国におけるアンダーカヴァー・エージェントとは異なりVEの違法行為は許されない。
VEは情報提供者並びに密偵及びV人物とは区別して扱われる。VEとは異なりこれらはいずれも私人であり、検察庁との間で機密または秘密保持の誓約（Vertraulichkeitszusage oder Geheimhaltungszusage）を結び、多くは金銭目的で彼らの身辺の情報を捜査当局に提供する。このため情報提供者は個々に情報を差し出すが他方V人物とも協力して長期間活動する場合もある。更にVEは、いわゆるそれ自体の記述が刑事訴訟法上に存在しない「非公式捜査任務付警察官」（nichtöffentlich ermittelnder Polizeibeamter, noeP, NOEP）及び「非公式捜査員」（nicht offen ermittelnde Beamte, noeB）との相違を成す。VEとは対照的にNOEPは被疑者に対しての権利の告知要件を課せられるため、とりわけ「証拠使用」（Verwertbarkeit von Beweisen）という観点でVEは有用である。

#### 捜査員の個人情報保護
刑事訴訟法110b条3項3文及び同96条（§110b Abs. 3 Satz 3, §96 StPO）に基づき、身分を偽装した上での更なる職務遂行及び職員の（真の身分における生活下の）身体と生命の保護が権利として認められているため、公訴手続きにおいて捜査員の個人情報は通常秘匿されたままである。VEが行う秘密捜査の結果生じる証拠を有効とするため、同法は「伝聞に基づく人証」（Zeuge vom Hörensagen）の証拠能力を原則として肯定し、このような人証への証拠調べを有効とするのは確かであり、この点に関して証拠調べ禁止（Beweiserhebungsverbot）の例外となる。だが実際には前記原則を考慮し、裁判にてVEの代理として「伝聞に基づく証人」へ更なる尋問が行われる。そして申出があるならば出廷が免除されているVEもまた法廷で尋問を受けることになる。ただしその場合、映像撮影機器を用いて声や表情が分からないよう技術的処理を施した上で視聴覚機器を用いて音声と画像のみ法廷内へ映像中継する形の尋問が許可される（audiovisuelle Vernehmung, §247a StPO）。

#### 事例
シュレーダー政権下では極右主義政党ドイツ国家民主党の違憲性調査のため、情報機関である憲法擁護庁の秘密捜査員が投入されたが、2003年に秘密捜査員の過剰投入が発覚しスキャンダルとなった（V-Mann Skandal, ファウマン・スカンダール）。このため憲法裁判所による同党の結社禁止手続が中止に追い込まれた。詳しくは記事"ドイツ国家民主党の結社禁止措置"を参照。

### オランダ
オランダでは刑事訴訟法（Wetboek van Strafvordering） において、「合理的な嫌疑」がある場合、潜入捜査、情報提供者の運用、秘密捜査等の「特別な捜査の権限」（蘭: Bijzondere bevoegdheden tot opsporing）を捜査員に与えると規定している。

### 日本
2024年12月に闇バイト対策として、偽造した身分証を提示して身分を秘匿する「仮装身分捜査」の導入を政府決定し、これを受けて警察庁は2025年1月、運用指針を策定。
2025年4月22日の国家公安委員長会見で都道府県警の一部で運用が始まったことを明らかにした。
2025年5月、警視庁の捜査員が、SNS上で勧誘していた「闇バイト」に架空の身分証で応募し、詐欺未遂の疑いで容疑者1人を逮捕した。この件が、仮装身分捜査による全国で初めての容疑者検挙となった。

## リスク
秘密任務に携わるエージェントにとって大きな影響を与える可能性のある問題が主に2つ存在する。1つは、親しい者や捜査関係者との人間関係の維持（"maintenance of identity"）について、もう一つは通常任務に戻る際に関する問題である。

### 人間関係
捜査員が全く別の環境で二重生活を続けることは多くの問題を惹起する。隠密捜査は特殊な任務を請け負う捜査官といえども非常にストレスの多い捜査の一つである。
このうち判明しているストレスの最大の原因は、捜査員が友人や家族、そして通常の環境から離れて任務を行うことにある。このような些細な離別であっても抑うつや不安を招き得る。捜査員の離婚率に関するデータは存在しないが、人間関係についての大きな障害となっているのは事実である。業務の秘匿性が必要とされること、そして仕事上の問題を同居者に打ち明けることができない結果このようなことが起きる可能性がある。なおかつ予定を立てることが出来ないほどの突発的な仕事のスケジュール、個人の性格や生活様式を無理やり変更するよう迫られること、長期間の別居の状態に置かれることは人間関係に全くもって悪影響を及ぼす結果となる。
捜査員のストレスは、捜査の方向性の明確な欠如、言い換えればいつ終わるか分らない捜査活動が原因で生じることもある。入念な計画立案、リスク、少なからぬ自己犠牲などは捜査を成功させようとする捜査員の重圧となり、のちに相当のストレスを招く可能性がある。秘密捜査員が直面するこのようなストレスは、彼らとは対照的に通常任務に携わる捜査員とは決定的に違う。と言うのも通常の任務に携わる捜査員のストレスの主たる原因となるものは、管理部門と官僚機構だからである。秘密捜査員は通常官僚機構から遠ざけられているため、場合によってはそれ以外の捜査員とは全く別の問題を生じる。彼らは制服、記章、決まった一定の上司などによる定常的な監督下にはないが故に、逆に固定された職場が与えられたり、もしくは（頻繁に）決まりきった仕事に携わる場合では、組織犯罪との恒常的な関わりも相まって、汚職の可能性が高まるとの説もある。
一部の捜査員はこのようなストレスが引き金となって薬物乱用やアルコール乱用を引き起こす可能性がある。彼らはその他警察官と比べ夥しいストレスにさらされ、自身は孤立しており、加えてドラッグなどを容易に手に入れられる環境にあるために、ともすれば彼らが薬物依存症に陥ってしまうのである。その他多くの職業に比べ、一般に警察官の多くはアルコール依存症を患うものが多いとされ、おおよそその原因はストレスであると言及される。捜査員が職務を行う環境は、何かにつけて酒類に触れることを余儀なくされ、ストレスや孤立感も伴うことで結果的にアルコール依存症を誘発する可能性が高くなる。
ある捜査対象者が捜査員を信頼するに至ったとしても、捜査の遂行によりその信用を裏切る場合もある。この結果、捜査員はいくばくか良心の呵責に苛まれることとなる。このような罪悪感は捜査対象者への気遣いや、または非常に稀なケースではあるが、彼らへの同情心すらも思い起こさせる可能性もある。政治的志向を持つ組織への潜入活動の場合、社会階層、年齢層、民族性、または宗教観といった潜入対象組織の有する性格を捜査員が熟知しなければならないケースがあるというのは当然と言えるが、この場合先述のケースが特に当てはまる。そしてこのような同情心が捜査員の一部を翻意させることにもなり兼ねない。

### 通常任務への復帰
秘密捜査員が送る生活様式というのは、他領域の法執行職員と比較して大変異なっており、このことが通常任務に戻るのを非常に困難にさせている。秘密捜査に携わる職員の勤務時間は自由裁量であり、彼らは直接の指揮監督下からは遠ざけられており、場合によっては服装規則や儀礼規則の遵守を免ぜられる。このため、彼らを通常の警察任務に再び落ち着かせるには以前の捜査活動での癖や言葉遣い及び服装などの各習慣を捨てさせる必要がある。今まで自由な生活習慣のもと職務を行ってきたが為に、捜査員の復帰直後は規律上の問題を起こしたり、または神経質な反応の兆候を示す場合もある。彼らは不快に思うだろうし、かつ場合によっては冷笑的な態度を取ったり、疑心暗鬼に陥り、または偏執的なものの見方をするようにさえもなり、警戒心を絶やさなくなるケースもある。

## 私服捜査員による法執行
秘密捜査員（undercover agents）は私服の法執行職員（plainclothes）と混同すべきではない。私服職員による捜査手法も警察組織や情報機関が採り得る方法である。「私服を着る」というのは「制服を着る代わりに平服（ordinary clothes）を着る」ことを意味し、その目的は法執行職員であることを看破される、特定されるのを防ぐためである。私服警官はアンダーカヴァー・エージェントと異なり、原則通常警察官と同じ装備並びに身分を有する。捜査員の同僚がいつも通り制服に袖を通す代わりに、時折捜査員に私服を着るよう命ぜられることもある。両者の主たる相違点というのは、秘密捜査員がしばしば身元を隠すもしくは偽装した上で任務を行うのに対し、私服警官は特に身分を隠蔽したりはしない。

## 身分秘匿捜査を扱った作品

### ドキュメンタリー
- 「実録 アメリカン・マフィア」シリーズ 第2回『ドニー・ブラスコ作戦』（専門チャンネル：ナショナルジオグラフィックチャンネル）
- 「深層解明Xファイル」シリーズ 第4回『アウトロー・バイカー』（専門チャンネル：ディスカバリーチャンネル）

### 映画
- 「フェイク」
- 「背信の日々」
- 「ワイルド・スピード」
- 「ワイルド・スピードX2」
- 「インファナル・アフェア」シリーズ
- 「パニッシャー」2004年版ではFBI潜入捜査官という設定に変えられている。
- 「ディープ・カバー」
- 「デンジャラス・ビューティー」
- 「マイアミ・バイス」
- 「ディパーテッド」インファナル・アフェアのハリウッドリメイク
- 「アンダーカヴァー」

### 海外ドラマ
- 「特捜刑事マイアミ・バイス」
- 「NCIS:LA 〜極秘潜入捜査班」
- 「刑事コロンボ」シリーズ 第64回 「死を呼ぶジグソー（原題：Undercover）」 - 主人公自身が身分秘匿捜査を行う。
- 「en:The Beast (2009 TV series)」
- ホワイトカラー (USAネットワーク)

### 国内ドラマ
- 『ダブルフェイス』潜入捜査編（TBS、WOWOW） - 「インファナル・アフェア」の国内TVドラマリメイク版。「クライシス」(テレビドラマ)

### 漫画
- 「土竜の唄」（作：高橋のぼる、小学館） - 映画版のタイトルは「土竜の唄 潜入捜査官REIJI」。
- 「涙弾」内『カリフォルニア・ドリーミング』（作：小池一夫、画：伊賀和洋、集英社） - コミックス単行本 第14巻～第16巻収録。
- 「合法都市」（作：東條仁、集英社）

### ビデオゲーム
- 「Driver 潜入!カーチェイス大作戦」
- 「DRIV3R」
- 「ニード・フォー・スピード アンダーカバー」
- 「スリーピングドッグス 香港秘密警察」